# Stan Winston

Stanley Winston (Condado de Arlington, 7 de abril de 1946 — Malibu, 15 de junho de 2008) foi supervisor de efeitos visuais, maquiagens e diretor de filmes estadunidense. Mais conhecido pelos seus trabalhos na trilogia Terminator (Exterminador do Futuro), Jurassic Park, Aliens, Predator, Edward Scissorhands e os trabalhos em maquiagem do Pinguin em Batman Returns. Ganhador de 4 Óscars por seus trabalhos e um frequente colaborador de James Cameron, proprietário de vários estúdios de efeitos especiais, incluindo Stan Winston Digital. Suas áreas de atuação iam de maquiagens, animatronics(bonecos) e prática de efeitos especiais, mas recentemente expandiu seu estúdio para incorporar também os efeitos digitais, onde estava indo muito bem.

## Biografia
Stan Winston nasceu em 7 de Abril de 1946 em Arlington, Virginia, onde se graduou pela Washington-Lee High Scool em 1964. Estudou pintura e escultura na Universidade de Virginia em Charlottesville, sendo formado em 1968. Em 1969 depois de atuar na Universidade da California em Long Beach, Winston se mudou para Hollywood em busca de uma carreira como ator. Com a dificuldade de encontrar trabalho, começou a trabalhar como maquiador aprendiz nos Estúdios Disney.

### Anos 70
Em 1972 Winston fundou sua própria empresa, Stan Winston Studio, ganhando já o prêmio Emmy por seu trabalho nos efeitos do filme Gargoyles para TV. Nos 7 anos seguintes, Winston continuou a receber indicações para o Emmy como em ‘The Autobiography of Miss Jane Pittman’. Winston Criou também as fantasias do Wookiee para o Especial de Natal de Star Wars de 1978.

### Anos 80
Em 1982 recebeu sua primeira indicação para o Oscar por ‘Heartbeeps’, logo que ele expandiu os trabalhos em seu estúdio. Porém o trabalho que lhe fez se destacar em Hollywood foi no clássico de terror/ficção científica ‘The Thing’.
Em 1983 desenhou as máscaras para o videoclipe Mr. Roboto do grupo de rock americano Styx.
Winston deu mais um salto no degrau da fama em 1984, quando trabalhou com James Cameron no primeiro Exterminador do Futuro(Terminator). O filme foi uma surpresa e o trabalho de Winston para trazer à vida o protagonista metálico assassino, levou-o a muitos outros projetos e futuras colaborações com Cameron. Na realidade, Winston ganhou seu primeiro Oscar de Melhores Efeitos Visuais em 1985 com Cameron no seu filme Aliens.
Nos anos seguintes, Winston e sua empresa receberam mais elogios por seus trabalhos em seus trabalhos em diversos filmes de Hollywood, inclusive Edward Scissorhands de Tim Burton, Predador de John Mc Tiernan, Alien Nation, The Monster Squad e Predador 2.
Em 1989 Winston fez sua estreia na direção com op filme de terror Pumpkinhead, sendo premiado como Melhor Diretor Estreante no Paris Film Festival,  apesar de mal recebido pela crítica se tornou um clássico cultuado pelos fãs do gênero. Seu trabalho posterior na direção foi no filme infantil estrelado por Anthony Michael Hall, A Gnome Named Gnorm (1990).

### Anos 90
James Cameron contratou Winston e seu time outra vez em 1990 desta vez para seu inovador e revolucionário ‘Terminator 2-Judgement Day’. T2 estreou no verão de 91 e o trabalho de Winston foi agraciado com mais duas premiações no Oscar Melhor Efeito Especial e Melhor Maquiagem.
Em 1992 foi chamado mais uma vez por Tim Burton para trabalhar em Batman Returns, onde seu trabalho na maquiagem de Danny DeVito, o Pinguin, Michelle Pfeiffer, a Mulher Gato e a criação da visão geral da progressiva Gotham City gótica, deu para ele mais um reconhecimento de sua lealdade e ética, uma habilidade pessoal em dar vida às ideias de diretores diferentes. Isso foi particularmente importante nesse caso, pois teve de seguir o trabalho de Anton Furst, recriando e mudando tudo de acordo com o que Burton queria.
Winston mudou seu foco dos supervilões e ciborgues para os dinossauros de Steven Spielberg, alistado por ele para trazer às telas dos cinemas o Jurassic Park do livro de Michael Crichton. Em 93 o filme se tornou o arrasa quarteirões de sucesso que todos conhecemos e Winston levou para casa mais um Oscar de Melhores Efeitos Visuais.
Em 1993 Winston, Cameron e o ex-Gerente Geral da ILM fundaram a Digital Domain, um dos principais estúdios de efeitos visuais e digitais do mundo. Em 1998 depois do grande sucesso de Titanic, Cameron e Winston cortaram a relação de trabalho na empresa e se demitiu do conselho de administração da empresa.
Winston e seu time continuaram a fornecer seus trabalhos em efeitos especiais para diversos filmes e expandiram seus trabalhos para os animatronics. Alguns de seus mais notáveis trabalhos podem ser vistos em The Ghost and The Darkness, T2 3-D: Battle Across Time, continuação em 3-D da série Exterminador do Futuro de James Cameron para o Parque dos Estúdios Universal. Um de seus mais ambiciosos trabalhos em animatronics foi em AI Inteligência Artificial de Steven Spielberg, que lhe rendeu mais um Oscar por Melhores Efeitos Visuais.
Em 1996, dirigiu e co-produziu o mais longo e caro videoclip de todos os tempos, Ghosts que foi baseado em uma ideia original de Michael Jackson e Stephen King. Este vídeo musical apresenta um número de efeitos visuais jamais visto e promove a música de dois álbuns consecutivos de Jackson, HIStory e Blood on the Dance Floor: HISory in The Mix, que se tornou os mais vendidos Box set/duplo e álbum remix de todos os tempos (18+18 Milhões e 7 Milhões respetivamente);

### Anos 2000
Em 2001, junto com Lou Arkoff (Filho de Sam Arkoff, cultuado produtor de filmes B) e Colleen Camp, produziram uma série de filmes para TV à cabo Cinemax e HBO. Os cinco filmes cada chamados Apresentando a Criatura, foram inspirados nos títulos de filmes de monstros dos anos 50, Earth VS. The Spider (1958), How to Make a Monster(1958), Day The World Ended (1955), The She Creature (1956) e Teenage Caveman (1958), mas com enredos completamente diferentes.
Em 2003, foi convidado para falar no Instituto Smithsonian sobre sua vida e carreira emu ma apresentação pública patrocinada pelo The Lemelson Center for the Study and Innovation. Apresentação que aconteceu em 15 de novembro de 2003 no Smithsonian’s National Museum of American History.
Em 2004 ele expressou sua grande decepção quando o diretor Paul Anderson, não lhe convidou para fazer os efeitos de Aliens Vs Predator, visto que ele criou o Predador e a rainha Alien. "Eles são como minhas crianças para mim", ele declarou.
Quando de sua morte Winston estava trabalhando na sequência de Exterminador do Futuro, ‘Terminator Salvation’. De acordo com seus registros seu próximo trabalho seria Jurassic Park IV. Winston também foi responsável pelos desenhos originais dos monstros que aparecem no game The Suffering e sua sequência, The Suffering: Ties That Bind.
Stan Winston morreu em 15 de Junho de 2008 em sua casa em Malibu, Califórnia depois de sofrer durante 7 anos de mieloma múltiplo (câncer do tipo hematológico). Uma porta voz informou que "Stan morreu serenamente em casa rodeado pela família". Arnold Schwarzenegger fez um pronunciamento público a respeito de sua morte. Winston deixou sua esposa e dois filhos, o ator Matt Winston e Debbie Winston.

## Óscars
• 1982: Indicação por Melhor Maquiagem: Heartbeeps

• 1987: Oscar por Melhores Efeitos Visuais: Aliens

• 1988: Indicação para Melhores Efeitos Visuais: Predator

• 1991: Indicação para Melhor Maquiagem: Edward Scissorhands

• 1992: Ganhou 2 Oscars - Melhores Efeitos Visuais & Melhor Maquiagem: Terminator 2: Judgment Day

• 1993: Indicação para Melhor Maquiagem: Batman Returns

• 1994: Oscar por Melhores Efeitos Visuais: Jurassic Park

• 1998: Indicação para Melhores Efeitos Visuais: The Lost World: Jurassic Park

• 2002: Indicação para Melhores Efeitos Visuais: A.I.

## Filmes mais conhecidos
- 1981 - Heartbeeps
- 1982 - The Thing
- 1983 - Friday the 13th Part 3
- 1984 - The Terminator
- 1986 - Aliens
- 1987 - The Monster Squad
- 1987 - Predator
- 1988 - Pumpkinhead
- 1989 - Leviathan
- 1990 - Edward Scissorhands
- 1990 - Predator 2
- 1990 - The Flash (TV series)
- 1991 - Terminator 2: Judgment Day
- 1992 - Batman Returns
- 1993 - Jurassic Park
- 1994 - Interview with the Vampire
- 1995 - Congo
- 1996 - The Island of Dr. Moreau
- 1996 - T2 3-D: Battle Across Time
- 1997 - Ghosts
- 1997 - The Lost World: Jurassic Park
- 1998 - Small Soldiers
- 1999 - Lake Placid
- 1999 - End of Days
- 2001 - Pearl Harbor
- 2001 - A.I.
- 2001 - Jurassic Park III
- 2002 - Darkness Falls
- 2003 - Big Fish
- 2003 - Terminator 3: Rise of the Machines
- 2003 - Wrong Turn
- 2005 - Constantine
- 2008 - Iron Man
- 2009 - Terminator Salvation